# Svetloba mladih let
Vojni roman Svetloba mladih let Vide Lasič (1962) govori o ilegalni radijski postaji Kričač sredi okupirane Ljubljane 1941 in 1942. Roman je iz štirih delov in obsega 45.700 besed. 
"Ob dvajsetletnici Osvobodilne fronte, vsem, ki so si v cvetu mladosti prostovoljno naložili bremena osvobodilnega boja, mu podarili svoja najlepša leta, vse svoje mlade sile in sanje, vsem, ki niso nikoli poznali brezskrbnosti in radosti mladih dni." (posvetilo avtorice)

## Zgodba
Čas dogajanja je druga svetovna vojna. Glavna oseba je avtorica sama, ki nastopa kot ilegalna telegrafistka Hela. Roman je pisan v prvi osebi.
Helo med študijem elektrotehnike preseneti vojna. Po opustitvi študija začne sodelovati pri ilegalni radijski postaji Kričač. Delo, ki ga opravljajo, je zelo nevarno in tvegano, saj se zavedajo, da jim v primeru odkritja grozi zaporna kazen. Zaradi varnosti svoja poročila oddajajo iz skritih mest ob nedoločenih urah.
Ko delo pri Kričaču postane preveč tvegano, se Hela preseli iz Ljubljane in pridruži partizanom. Kot partizanka prične popravljati radijske postaje, aparate iz bolnišnic, političnih, gospodarskih, kulturnih in drugih organizacij. To obdobje v njenem življenju kljub vojni poteka umirjeno. Čas miru pa mine, ko Helo določijo za vzpostavitev radijske zveze med ljubljansko Osvobodilno fronto in glavnim štabom na osvobojenem ozemlju. Naloga je zelo nevarna, zato so vsi prepričani, da jo bo prav ta zveza popeljala v smrt. Tudi sama se zaveda nevarnosti in tveganja, vendar je želja v njej premočna, zato se kot ilegalka vrne v Ljubljano.
Po začetnih neuspehih ji končno uspe vzpostaviti zvezo z drugimi postajami, vendar jo pri tem odkrije gestapo, ki ji je bil že dolgo časa na sledi.
Odvedejo jo v zapor in šele konec vojne ji prinese prostost.
Hela nazadnje le izvrši svojo dolžnost, saj preko ljubljanske radijske postaje Ljubljančanom sporoči novico o koncu vojne.

## Kritike, literarna zgodovina
"Tekst, ki ne taji dokumentarno-spominskega porekla, a se bolj ko običajno ukvarja z intimnim čustvenim življenjem protagonistke, so spomini Vide Lasičeve Svetloba mladih let (1960, izšlo 1962). Lirska zastranitev v videnjih miru in svobode kot pendant surovi vojni stvarnosti – ta pogosta idejnoizrazna prvina v tovrstni prozi – je pri Lasičevi nadpovprečno poudarjena in tudi literarno rafinirana." (Paternu, Glušič-Krisper, Kmecl 1967: 364)